# Uddevalla
Uddevalla est l'agglomération principale de la commune d'Uddevalla, en Suède, dans le comté de Västra Götaland, au centre de la province historique de Bohuslän, la plus occidentale des 25 provinces historiques de la Suède. Elle compte 30 513 habitants.
Fondée en 1498 sous le nom d'Oddevold par le roi danois Hans, la ville d'Uddevalla devint suédoise en 1658 lorsque la province est cédée par le Danemark à la Suède au traité de Roskilde pour connaître un essor au XVIIIe siècle grâce à son port et à la pêche au hareng.
Le constructeur automobile Volvo y assemble la Volvo C70. La fabrique de textile et la marque Tiger of Sweden y ont été fondées.

## Uddevallisme
De 1987 à 1993, l'usine de montage de Volvo a connu une expérience poussée de dépassement du taylorisme dans l'industrie automobile, par organisation réflexive du travail. L'usine ferme pourtant en 1993.

## Galerie

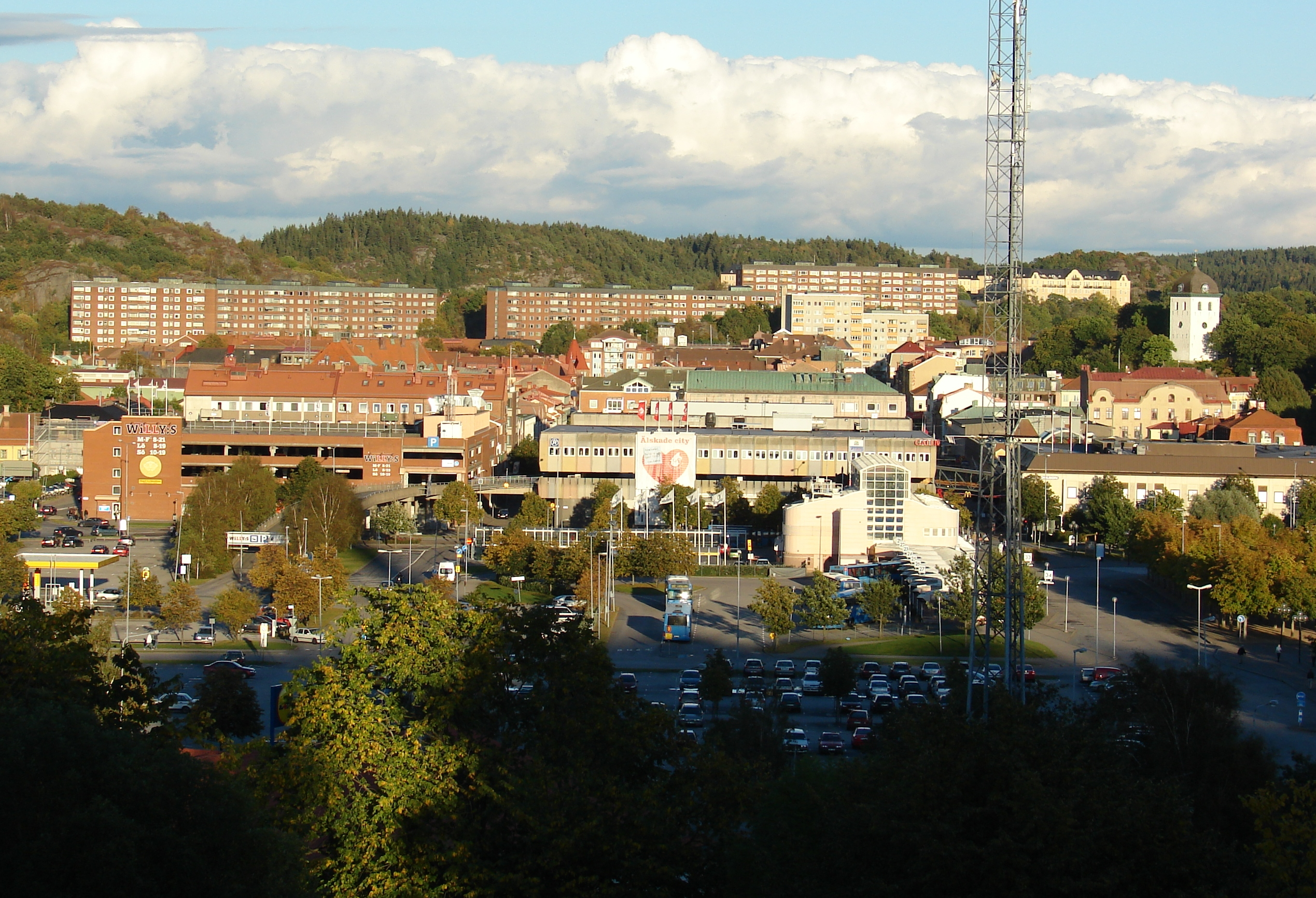
Centre d'Uddevalla.
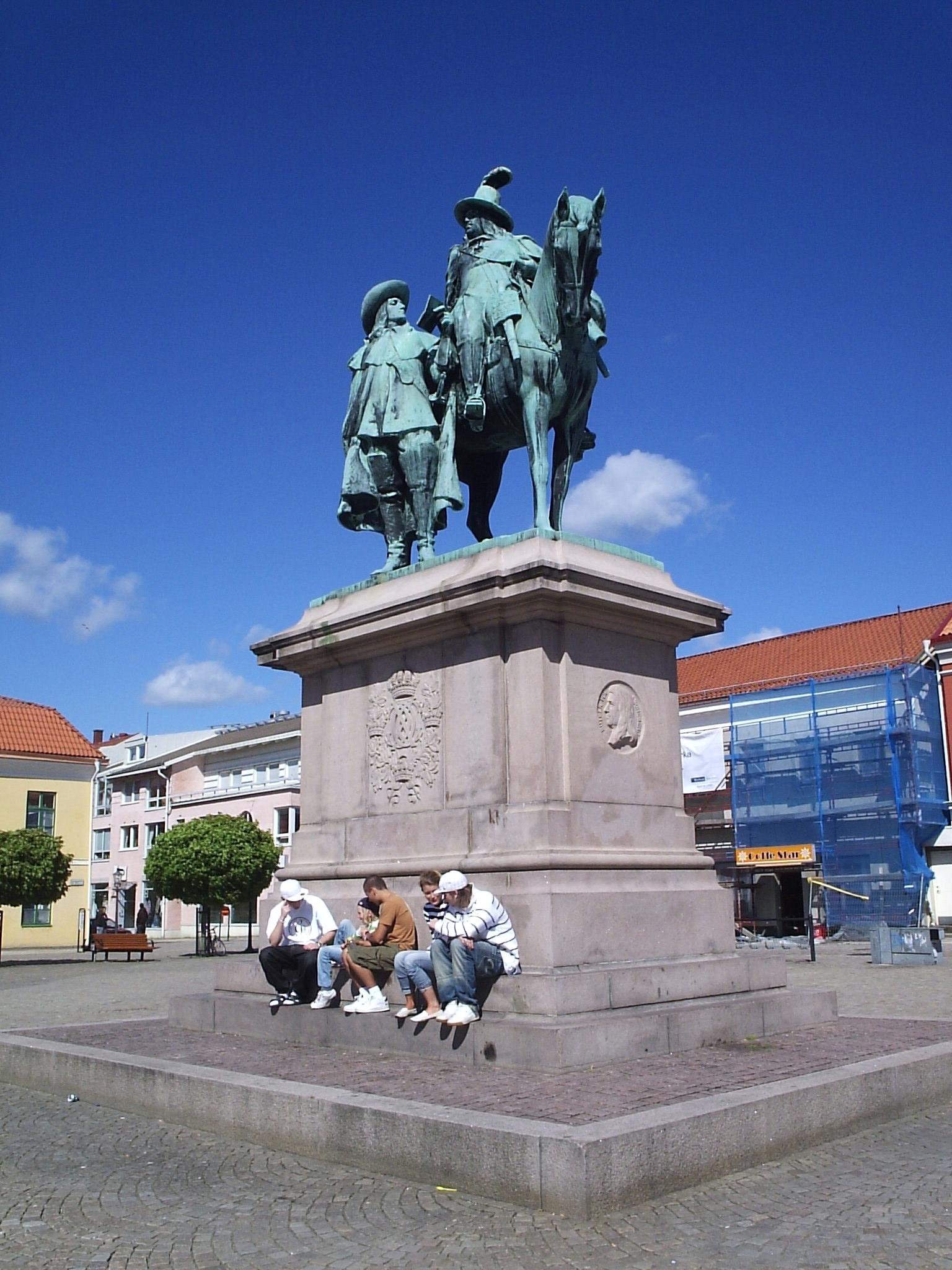
La statue de Charles X Gustave sur la place du Roi (Kungstorget).
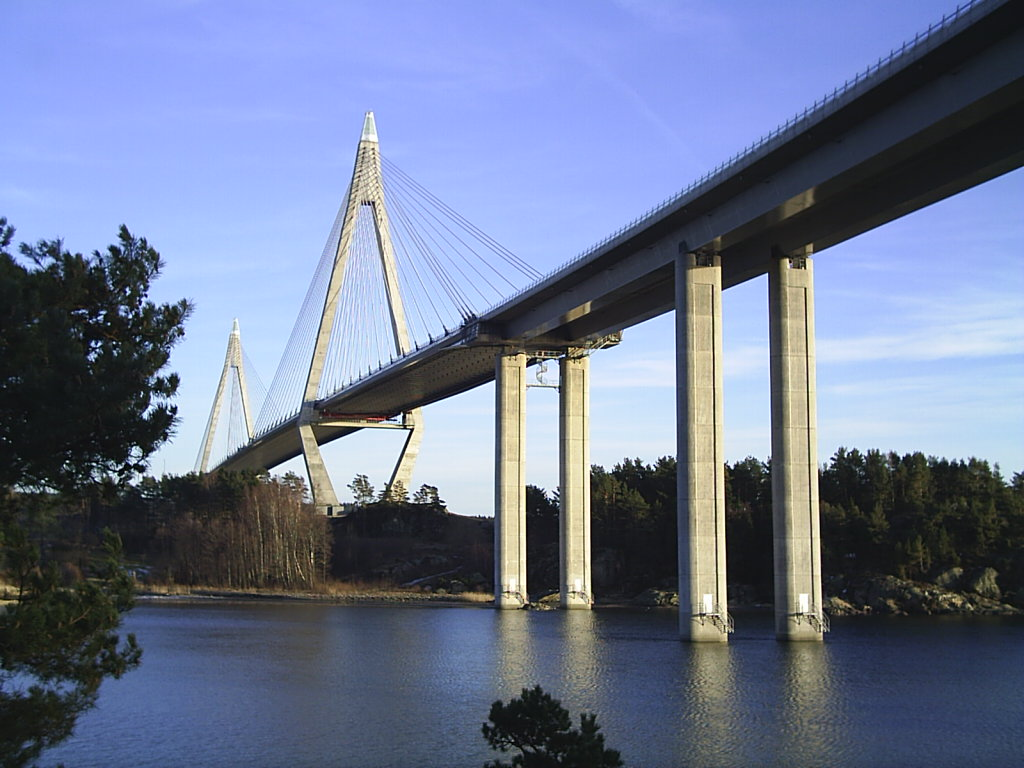
Uddevallabron (pont d'Uddevalla).

## Personnalités liées
- Ture Malmgren (1851-1922), journaliste et homme politique, propriétaire du journal Bohusläningen.
- Knut Fridell (1908-1992), lutteur, champion olympique.